# Giro do Interior de São Paulo
Der Giro do Interior de São Paulo (dt. Rundfahrt des Hinterlandes von São Paulo) ist ein brasilianisches Straßen-Radrennen.
Das Etappenrennen wurde erstmals 2008 ausgetragen und gehörte 2010 und 2011 in der Kategorie 2.2 zur UCI America Tour. Das Rennen war neben der Volta do Estado de São Paulo die zweite Radrundfahrt im Bundesstaat São Paulo im Kalender der America Tour.

## Siegerliste
- 2014 nicht ausgetragen
- 2013  Antônio Nascimento
- 2012  Alex Diniz
- 2011  Flávio Reblin
- 2010  Renato Seabra
- 2009  Luiz Amorim
- 2008  Mauricio Morandi